# Карпенедоло
Карпенедоло (італ. Carpenedolo) — муніципалітет в Італії, у регіоні Ломбардія, провінція Брешія.
Карпенедоло розташоване на відстані близько 420 км на північний захід від Рима, 100 км на схід від Мілана, 23 км на південний схід від Брешії.
Населення — 12 976 осіб (2014).

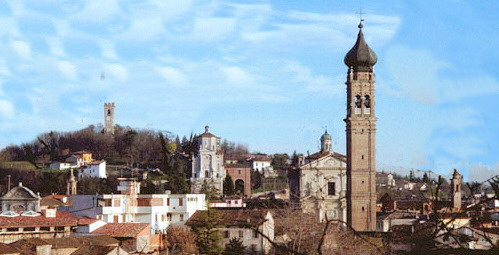

Щорічний фестиваль відбувається 24 серпня. Покровитель — святий Варфоломій.

## Демографія
Населення за роками:

Станом на 1 січня 2023 року в муніципалітеті офіційно проживало 1966 іноземців з 57 країн, серед них 430 громадян країн Євросоюзу та 46 громадян України.

## Сусідні муніципалітети
- Аккуафредда
- Кальвізано
- Кастель-Гоффредо
- Кастільйоне-делле-Стів'єре
- Монтік'ярі